# Али Кригер
Александра Блер Кригер (енгл. Alexandra Blaire Krieger; Дамфриз, 28. јул 1984) је америчка фудбалерка која наступа за клуб Орландо Прајд и за репрезентацију САД. Игра на позицији одбрамбеног играча.

## Каријера
Док је студирала на Пен Стејт Универзитету, играла је фудбал у клубу Нитани Лајонс. Године 2003. је имала 25 наступа где је имала 24 удараца на гол и 9 асистенција. Следеће године је стартовала у 23 меча са 3 гола и 3 асистенције. Током последње сезоне у којој је играла, изабрана је за капитена тима и променила је своју позицију у игри — уместо позицију везног, играла је позицију одбрамбеног играча. Те сезоне је имала један погодак и две асистенције.
Када је у питању професионални фудбал, она је током студирања играла егзибиционе мечеве у клубу Вашингтон Фридом током лета 2004. године.
Следеће, 2005. године је играла у клубу Нортерн Вирџинија Маџестикс где је забележила само један наступ играјући 110 минута. Јула месеца се вратила у тим Вашингтон Фридом након чега је задобила повреду па није играла тог лета. Следеће сезоне није играла и придружила се саиграчицама на терену тек 2007. године.
Августа 2007. године је потписала двогодишњи уговор са немачким клубом 1 ФФК Франкфурт. Те сезоне је са тим клубом освојила Лигу шампиона и постала прва Американка која је освојила ту титулу са европским клубом. У сезони 2008/09 је имала повреду те је клуб дозволио да Кригер оде на позајмицу у клуб Вашингтон Фридом.
Године 2009. је забележила укупно наступа Вашингтон Фридом за клуб где је имала једну асистенцију.
У регуларној сезони 2009/10, вратила се у немачку и остварила је 15 наступа за клуб. Франкфурт је те сезоне завршио на трећем месту у Бундеслиги. Кригер је у сезони 2010/11, појављујући се у 14 мечева у регуларној сезони, помогла клубу да заврши на другом месту у Бундеслиги.
Јануара 2012. године је задобила озбиљнију повреду колена па се вратила на терен тек септембра у мечу против Бајерн Леверкузена.
Прешла је у клуб Вашингтон Спирит 2013. године где је имала 18 наступа са забележеним једним поготком. Августа исте године је прешла на позајмицу у шведски клуб Тјуресо. Те сезоне је имала 4 наступа за лигашке мечеве и 4 за Лигу шампиона.
Дана 3. јануара 2014. године се већ вратила у САД у клуб Вашингтон Спирит како би наступала од самог старта сезоне. Имала је 22 наступа и од тога једну асистенцију и један погодак.
Априла 2015. године је имала благи потрес мозга приликом ударца са Џесиком Макдоналд. Вратила се на терен јула те године.
У сезони 2016. је одиграла 15 утакмица где је постигла 2 гола. Била је капитен тима од 2014—2016. године.
Новембра 2016. године је прешла у клуб Орландо Прајд. Следеће године је одиграла сваку утакмицу за клуб. Године 2018. је потписала продужење уговора са клубом.

## Репрезентација
Имала је први наступ за сениорску репрезентацију 2008. године у утакмици против Канаде где је играла свих 90 минута.
Учестовала је на Светском првенству 2011. године и стартовала је у свих 6 утакмица. На том првенству је дала гол у полуфиналу за победу и одлазак у финале.
Кригер је била на списку играчица које су учествовале на Светском првенству 2015. године. Играла је у свих седам утакмица. Те године су освојиле злато победиви Јапан у финалу.
На Олимпијским играма 2016. године је имала први наступ у утакмици против Француске где је заменила Кристал Дан. Дана 9. августа је одиграла меч од почетка до краја против Колумбије. Те године је имала укупно 17 наступа за репрезентацију и 792 минута играња.
Током Светског првенства 2019. године је имала три наступа укључујући улазак у игру као замена у утакмици против Холандије.

## Приватни живот
Али Кригер се изјаснила као лезбејка. Марта 2019. године је објавила веридбу са својом саиграчицом Ешлин Херис која такође наступа за репрезентацију САД и за клуб Орландо Прајд.